# Robertson County, Tennessee
Robertson County är ett administrativt område i delstaten Tennessee, USA, med 66 283 invånare. Den administrativa huvudorten (county seat) är Springfield. 

## Geografi
Enligt United States Census Bureau har countyt en total area på 1 235 km². 1 234 km² av den arean är land och 1 km² är vatten. 

### Angränsande countyn
- Logan County, Kentucky - norr
- Simpson County, Kentucky - nordost
- Sumner County - öst
- Davidson County - söder
- Cheatham County - sydväst
- Montgomery County - väst
- Todd County, Kentucky - nordväst